# بالي (لغة)

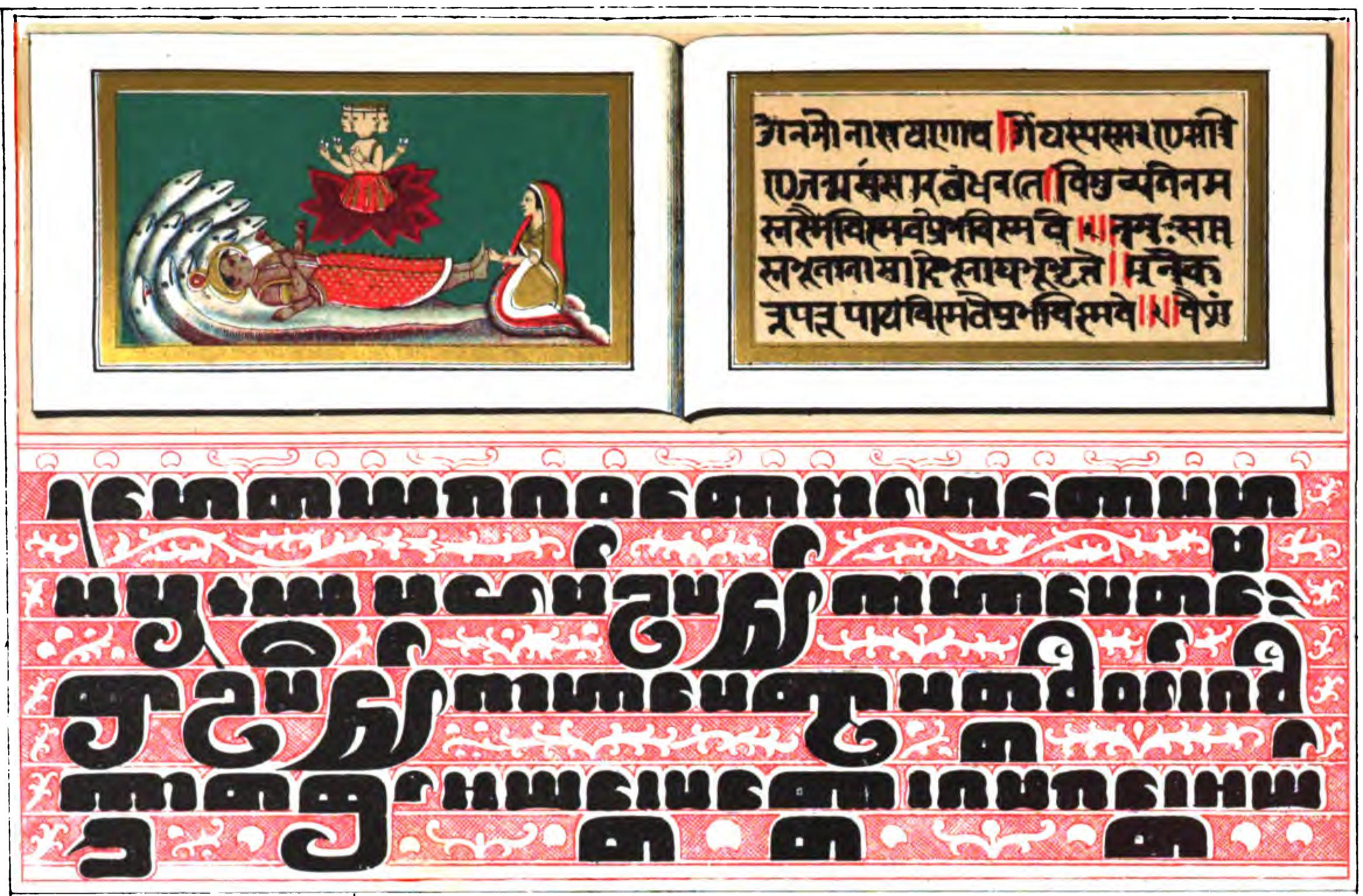
لوحة رقم 10 من سي فاولمان (C. Faulmann): إيلوستريرتي جيشيشتي دير سكريفت (Illustrirte Geschichte der Schrift) (1880) ويظهر في النصف العلوي نص مكتوب بـاللغة السنسكريتية (وهي عبارة عن مدح فيشنو)، مكتوبة بالديوناكرية. وفيما يتعلق بخط الكتابة، يعرض النصف السفلي من اللوحة نصًا من الكتاب المقدس للاحتفالات البوذية باللغة البالية ويسمى «كاموا» من بورما (وربما كان يوجد نص مين قديم). صفحة رقم 485 من هذا الكتاب.

البالي (وتسمى أيضًا Pāḷi) هي لغة من اللغات الهندية الآرية الوسطى (من مجموعة براكريت) التابعة لـشبه قارة الهند. ومن المعروف أيضًا أنها لغة العديد من الكتب المقدسة البوذية الأقرب وجودًا، حيث إنها جُمعت في كانون أو تيبيتاكا، وعلى أنها لغة طقوس للـثيرافادا البوذية.

## التصنيف
بالي هي لغة أدبية تنتمي إلى عائلة لغات براكريت وكانت أول ما كُتبت في سري لانكا في القرن الأول قبل الميلاد. على الرغم من الدراسات العديدة التي أجريت حول هذا الموضوع، إلا أن هناك التباسًا متواصلاً حول علاقة Pāḷi بالعامية في المملكة القديمة ماغادها، الواقعة حول بيهار في أيامنا هذه.
وتعد بالي بوصفها لغة هندية آرية وسطى، مختلفة عن اللغة السنسكريتية، ليس فقط فيما يتعلق بوقت ظهورها ولكن أيضًا لقاعدة لهجاتها حيث إن عددًا من سماتها الصرفية وخصائصها من حيث المعاني تتناقض مع حقيقة أنها لا تمثل استمرارًا مباشرًا لفيديك السنسكريتية؛ ولكنها تنحدر من لهجة أو عدة لهجات تختلف عنṚgvedic على الرغم من وجود أوجه تشابه عديدة.